# Gertrud Pesendorfer
Gertrud Pesendorfer (* 30. Mai 1895 als Gertrud Wiedner in Wilten; † 25. August 1982 in Innsbruck) widmete sich Zeit ihres Lebens der Trachtenerneuerung, insbesondere in Tirol. Ihre Karriere fiel in die NS-Zeit, hatte aber schon vor 1938 begonnen und setzte sich nach 1945 fort. Pesendorfers Arbeit wirkt im Bereich Volkskunde und Tracht bis heute nach.

## Leben
Gertrud Pesendorfer wuchs in Wilten auf, im Süden von Innsbruck in Österreich gelegen. Am Wiedner-Areal betrieb ein Onkel ein Fahrrad- und Nähmaschinengeschäft. Im selben Haus untergebracht war das Atelier eines Fotografen, der unter anderem Menschen in Tracht vor ländlicher Kulisse ablichtete. Bereits als Kind kam Pesendorfer so in Kontakt mit Nähmaschinen, mit der Tracht und Trachtenbildern. Sie besuchte nach der Volksschule verschiedene höhere Schulstufen und war als Gasthörer an der Universität Innsbruck für Kunstgeschichte eingeschrieben. 1917 heiratete sie den Rechtsanwalt Ekkehard Pesendorfer; die beiden hatten zwei Töchter (geb. 1919 und 1921). Ekkehard war, wie seine Gattin, illegaler Nationalsozialist und wurde nach dem Anschluss als Direktor der Tiroler Versicherung eingesetzt, wo er auch "Säuberungen" durchführte.

## Werdegang
Gertrud Pesendorfer kam 1927 als Sekretärin an das Tiroler Volkskunstmuseum. Eine ihrer Tätigkeiten war die Betreuung der Trachtensammlung, die auch die Publikation erster wissenschaftlicher Texte mit sich brachte. 1932 wurde ihr gekündigt; politisch war sie dem illegalen Nationalsozialismus verbunden. Im März 1938 wurde sie nach der politisch motivierten Amtsenthebung ihres Vorgängers Josef Ringler geschäftsführende Museumsleiterin. Im Gau Tirol-Vorarlberg, der sich gerne als volkskulturelle Vorzeigeregion präsentierte, wurde sie zur Trachten-Autorität, auch die im Kontext der Option „Umzuvolkende“ wie die Südtirolerinnen und Südtiroler sollten neue Trachten bekommen. Sie wurde von der „Reichsfrauenführerin“ Gertrud Scholtz-Klink zur „Reichstrachtenbeauftragten“ bestellt. Die von ihr geleitete „Mittelstelle Deutsche Tracht“ mit Sitz im Tiroler Volkskunstmuseum dokumentierte und erneuerte Trachten im gesamten NS-Staat. Damit prägte sie „Erhaltung und Erneuerung“ der „Volkstrachten“; dies nicht bis zum Ende der NS-Zeit, sondern als Akteurin der „Trachtenerneuerung“ nach 1945 noch darüber hinaus. Im Rahmen der Kulturkommission des SS-Ahnenerbes führte Pesendorfer nach 1940 Feldforschungen in Gröden und im Gadertal durch. Der wohl aktivste Mitarbeiter Pesendorfers in Südtirol war der Bozener Textiltechniker Johann (Hans) Nagele (1911–1974), ein Funktionär der nationalsozialistischen Arbeitsgemeinschaft der Optanten für Deutschland.
Sie ist die zentrale Figur der NS-Trachtengeschichte. Pesendorfer führte so etwas wie eine weibliche Silhouette in die bisher eher plumpe Tracht ein. Sie setzte in den 1930er-Jahren Materialien und Längen fest und schuf imaginäre „Trachtenregionen“. Vieles von dem, was bis heute als geschichtlich gewachsen gilt, war erst ihre Schöpfung. Als Ausdruck „deutschen Wesens“ fungierte die Tracht als ein ideologischer Baustein in einem auf Ausschluss aufgebauten Weltbild: „Das kulturkonservative Folkloremotiv der Tracht war einer der zentralen Teil- und Besitzhabediskurse des Nationalsozialismus, der mit dessen Hilfe gerade im Tiroler Raum die deutsch-tirolische Identität auf ausgrenzende Weise für sich zu reklamieren und abzugrenzen suchte“. In ihrer Arbeit griff Pesendorfer auf Stile des 18. und 19. Jahrhunderts zurück und erarbeitete „Erneuerungen“ nach ihren Vorstellungen. Dabei stimmte sie einerseits in die Töne der Trachtenvereine mit ein, die vor Veränderungen und einem Verfall der Trachten durch Industrie und Mode warnten, und erfand andererseits eine (vor allem weibliche) Tracht, die zwar bestehende Elemente aufgriff, diese aber entscheidend modifizierte. Drei Veränderungen waren für das Dirndl maßgeblich: eine Vereinfachung der Röcke, die bis dahin aus ausladenden Unterröcken bestanden; die Figurbetonung durch eine enge, angepasste Taille und Dekolleté, die die Weiblichkeit stärker herausstellte, und letztlich der Einsatz weißer, kurzärmeliger Blusen. Die echten alten Trachten waren hochgeschlossen, weil sie am Sonntag getragen wurden, wo man keine Haut zeigen durfte.
Im Auftrag der Tiroler Landwirtschaftskammer hielt sie ab 1952 Trachtennähkurse ab, begann mit der Ausbildung von Lehrkräften, gab gut besuchte Kurse nördlich und südlich des Brenners, wurde die bekannteste Beraterin in Trachtenangelegenheiten weit über Tirol hinaus.
Gertrud Pesendorfer erhielt das Verdienstkreuz des Landes Tirol und bekam vom Heimatwerk Tirol einen Ehrenring verliehen. Die von ihr entworfene figurbetonte Taille und die mädchenhafte weiße Bluse werden bis heute getragen. Im Rahmen von Ausstellungen und Forschungsprojekten wird diese Zeit kritisch beleuchtet und die Frage aufgeworfen, wie man heute mit Pesendorfers Erbe umgeht.
Selbst in jüngerer Zeit wurden Pesendorfer-Entwürfe noch unkritisch publiziert, so etwa vom Südtiroler Heimatforscher und Trachtenkundler Helmut Rizzolli, der einzelne Zeichnungen aus seinem eigenen Trachtenarchiv veröffentlichte, wobei es sich hier um Material handelt, das 1939 von Gesinnungsfreunden dem Leiter des Völkischen Kampfrings Südtirols, Peter Hofer, überreicht worden war. 1991 bezeichnete Rizzolli Pesendorfers Publikation „Lebendige Tracht“ als „das wichtigste Hilfsmittel“ für Trachtenerneuerungen und richtete eine entsprechende Arbeitsstelle unter derselben Bezeichnung Arbeitsgemeinschaft Lebendige Tracht ein.
Die Kulturwissenschaftlerin und Trachtenforscherin Elsbeth Wallnöfer hat den Mythos Pesendorfer 2008 erstmals entzaubert und damit die Abkehr von Pesendorfer und ihren Vorstellungen eingeleitet.

## Publikationen
Lebendige Tracht in Tirol, Erstauflage, Innsbruck, Wagner 1966; 2. Auflage, Innsbruck, Wagner 1982, ISBN 978-3-7030-0097-3 – Klappentext:

„›Tracht‹ kommt von ›tragen‹, und im Sinne der Tragbarkeit hat sich diese Kleidung im Laufe der Zeit gewandelt, wurden die Trachten des 18. von denen des 19. und diese von denen des 20. Jahrhunderts abgelöst. Die Tracht ist also nicht eine erstarrte, sondern eine lebendige, aus der Tradition schöpfende Form der Kleidung. Das Standardwerk zur Tiroler Tracht von Gertrud Pesendorfer gibt Vorschläge für eine zeitgemäße Trachtenerneuerung auf Grund eingehender Studien alter Trachtenkleidung. Die farbigen Bildvorschläge, durch ausführliche Beschreibungen erläutert, beziehen sich auf alle Gegenden Nord-, Ost- und Südtirols und wurden im Sinne einer tragbaren, ›lebendigen‹ Tracht erarbeitet, die Charakteristisches möglichst bewahrte.“

Tirol: Neue deutsche Bauerntrachten, mit Zeichnungen von Gretel Karasek, Verlag Callwey, München 1938 – Aus dem Inhalt:
„Unterinntal – Brixental – Achental – Alpbachtal – Zillertal – Wipptal – Ötztal – Stubaital – Seefeld-Leutasch-Scharnitz – Unteres Oberinntal – Lechtal – Oberes Oberinntal – Stanzertal – Paznauntal – Tannheimertal – Osttirol – Pustertal – Passeyertal und Jenesien – Eisacktal und Sarntal. Gewerbeförderungsinstitut in Innsbruck, Volkstracht, Tracht als Ausdruck stolzen Gemeinschaftswillens, Sonntagstracht, Werktagstracht, Frauentracht, weibliche Wintertracht / Sommertracht, Winter-Festtracht, deutsche Volkskunst.“

## Filmografie (Auswahl)
Pesendorfer hat als Kostümbildnerin auch beim Film gewirkt. Beispiel:
- 1940: Aus erster Ehe